# Union (Waszyngton)
Union – jednostka osadnicza w Stanach Zjednoczonych, w stanie Waszyngton, w hrabstwie Mason.